# Березенки (городской округ Шаховская)
Березенки — деревня в городском округе Шаховская Московской области.

## Население
| 1859 | 1926 | 2002 | 2006 | 2010 |
| ---- | ---- | ---- | ---- | ---- |
| 126  | ↘99  | ↘6   | ↘4   | ↘2   |

## География
Деревня расположена в центральной части округа, примерно в 8 км к югу от райцентра Шаховская, на левом берегу реки Дидейки (левый приток Рузы), высота центра над уровнем моря — 226 м. Ближайшие населённые пункты — Дубровино на противоположном берегу реки и Брюханово на юге.
В деревне одна улица — Центральная.

## Исторические сведения
В 1769 году Березникова — деревня Хованского стана Волоколамского уезда Московской губернии, владение бригадира Федора Ивановича Дмитриева-Мамонова. В деревне 95 душ.
В середине XIX века деревня Березники относилась к 1-му стану Волоколамского уезда и принадлежала княгине Настасье Федоровне Вреде. В деревне было 11 дворов, крестьян 83 души мужского пола и 86 душ женского.
В «Списке населённых мест» 1862 года Березенки — владельческая деревня 1-го стана Волоколамского уезда Московской губернии по правую сторону Московского тракта, шедшего от границы Зубцовского уезда на город Волоколамск, в 25 верстах от уездного города, при колодце, с 20 дворами и 126 жителями (50 мужчин, 76 женщин).
По данным на 1890 год входила в состав Бухоловской волости Волоколамского уезда, число душ мужского пола составляло 48 человек.
В 1913 году — 20 дворов.
По материалам Всесоюзной переписи населения 1926 года — деревня Дубровинского сельсовета Судисловской волости, проживало 99 человек (41 мужчина, 58 женщин), насчитывалось 21 крестьянское хозяйство.
С 1929 года — населённый пункт в составе Шаховского района Московской области.
1994—1995 гг. — деревня Черленковского сельского округа Шаховского района.
1995—2006 гг. — деревня Бухоловского сельского округа Шаховского района.
2006—2015 гг. — деревня сельского поселения Степаньковское Шаховского района.
2015 г. — н. в. — деревня городского округа Шаховская Московской области.